# Out of Wilhelmsburg
Out of Wilhelmsburg – piąty album studyjny niemieckiego zespołu U96, wydany w 2007 roku przez Centaurus.

## Lista utworów
Źródło: Discogs
| Nr  | Tytuł                                                   | Długość |
| --- | ------------------------------------------------------- | ------- |
| 1.  | „Mr. DJ Put on the Red Light” (Single Mix)              | 3:40    |
| 2.  | „Underwater”                                            | 3:37    |
| 3.  | „Ist Das Mein Leben”                                    | 3:57    |
| 4.  | „Light Up My Life”                                      | 3:46    |
| 5.  | „Most of the Time”                                      | 4:36    |
| 6.  | „Good Love Bad Love”                                    | 3:34    |
| 7.  | „Follow the Sun”                                        | 3:36    |
| 8.  | „Elektroland Is Here”                                   | 4:27    |
| 9.  | „Fall Into All”                                         | 3:18    |
| 10. | „Vorbei” (Single Edit)                                  | 3:39    |
| 11. | „Explain the Universe”                                  | 3:53    |
| 12. | „Das Boot 2001” (Radio Edit)                            | 3:39    |
| 13. | „Vorbei” (Dance Mix)                                    | 5:19    |
| 14. | „Mr. DJ Put on the Red Light” (Reiss Die Bude Ab Remix) | 6:10    |